# Belaturricula
Belaturricula é um gênero de gastrópodes pertencente a família Borsoniidae.

## Espécies
- Belaturricula dissimilis (Watson, 1886)[2]
- Belaturricula ergata (Hedley, 1916)[3]
- Belaturricula gaini (Lamy, 1910)[4]
- Belaturricula turrita (Strebel, 1908)[5]

Espécies trazidas para a sinonímia
- Belaturricula antarctica Dell, 1990:[6] sinônimo de Belaturricula gaini (Lamy, 1910)